# Telekom Bakı Voleybol Klubu 2012-2013
Questa voce raccoglie le informazioni riguardanti il Telekom Bakı Voleybol Klubu nella stagione 2012-2013.

## Organigramma societario
Area direttiva
- Presidente: Şahlar Məmmədov

Area tecnica
- Allenatore: Viktor Perebejnos

## Rosa
| N° | Nome                 | Ruolo | Data di nascita  | Nazionalità sportiva |
| -- | -------------------- | ----- | ---------------- | -------------------- |
| 1  | Elina Heber          | S     | -                | Ucraina              |
| 2  | Jana Dorošenko       | P     | 5 luglio 1994    | Ucraina              |
| 3  | Jelyzaveta Ruban     | S     | 3 marzo 1995     | Ucraina              |
| 4  | Francesca Giogoli    | P     | 20 marzo 1983    | Italia               |
| 5  | ? Latifova           | -     | -                | -                    |
| 6  | Kateryna Kazbanova   | S     | 6 ottobre 1990   | Ucraina              |
| 7  | Arina Bachramova     | L     | 12 luglio 1988   | Ucraina              |
| 8  | Kryscina Besman      | P     | 13 febbraio 1996 | Bielorussia          |
| 10 | Marharyta Stepanenko | S/O   | 25 aprile 1993   | Ucraina              |
| 11 | Olena Charčenko      | C     | 25 novembre 1995 | Ucraina              |
| 12 | Hristina Ruseva      | C     | 1º ottobre 1991  | Bulgaria             |
| 13 | Bohdana Anisova      | S     | 16 marzo 1992    | Ucraina              |
| 16 | Dominique Olowolafe  | S/O   | 9 gennaio 1989   | Stati Uniti          |

## Statistiche

### Statistiche di squadra
| Competizione | Punti | In casa | In casa | In casa | In trasferta | In trasferta | In trasferta | Totale | Totale | Totale |
| Competizione | Punti | G       | V       | P       | G            | V            | P            | G      | V      | P      |
| ------------ | ----- | ------- | ------- | ------- | ------------ | ------------ | ------------ | ------ | ------ | ------ |
| Superliqa    | 9     | 12      | 2       | 10      | 12           | 1            | 11           | 24     | 3      | 21     |
| Totale       | -     | 12      | 2       | 10      | 12           | 1            | 11           | 24     | 3      | 21     |

G = partite giocate; V = partite vinte; P = partite perse